# Gregg Barnes
Gregg Barnes (1956) è un costumista statunitense, attivo in campo cinematografico e teatrale.

## Biografia
Gregg Barnes ha studiato all'Università di San Diego e alla New York University. Ha fatto il suo debutto a Broadway in veste di costumista nel 1997 con il musical Side Show e da allora ha curato i costumi di una ventina di musical a Broadway. Ha curato i costumi anche per diversi allestimenti della New York City Opera.
Nel corso della sua carriera è stato candidato a dieci Tony Award ai migliori costumi, vincendone tre per The Drowsy Chaperone (2006), Follies (2012) e New York, New York (2023). Barnes ha disegnato i costumi per quattro diversi allestimenti del musical di Stephen Sondheim Follies: a Broadway nel 2001 e nel 2011, al New York City Center nel 2007 e a Millburn nel 1998. Attivo anche nel West End londinese, Barnes è stato candidato a quattro Laurence Olivier Award, vincendone uno nel 2016 per i costumi di Kinky Boots.